# Dunbar (Nebraska)
Dunbar – wieś w Stanach Zjednoczonych, w stanie Nebraska, w hrabstwie Otoe.